# Episodi di Crossroads (prima stagione)
La prima stagione della serie televisiva Crossroads è andata in onda negli Stati Uniti dal 7 ottobre 1955 al 29 giugno 1956 sulla ABC.
| nº | Titolo originale          | Prima TV USA     |
| -- | ------------------------- | ---------------- |
| 1  | Shadow of God             | 7 ottobre 1955   |
| 2  | Cleanup                   | 14 ottobre 1955  |
| 3  | The Unholy Trio           | 21 ottobre 1955  |
| 4  | With All My Love          | 28 ottobre 1955  |
| 5  | Hostage                   | 4 novembre 1955  |
| 6  | Broadway Trust            | 11 novembre 1955 |
| 7  | Mr. Liberty Bell          | 18 novembre 1955 |
| 8  | The Good Thief            | 25 novembre 1955 |
| 9  | Mightier Than the Sword   | 2 dicembre 1955  |
| 10 | The Gambler               | 9 dicembre 1955  |
| 11 | Chinese Checkers          | 16 dicembre 1955 |
| 12 | Shining Bright            | 23 dicembre 1955 |
| 13 | A Bell for O'Donnell      | 30 dicembre 1955 |
| 14 | Through the Window        | 6 gennaio 1956   |
| 15 | Calvary in China          | 13 gennaio 1956  |
| 16 | The Mountain Angel        | 20 gennaio 1956  |
| 17 | St. George and the Dragon | 27 gennaio 1956  |
| 18 | The Inner Light           | 3 febbraio 1956  |
| 19 | The Little Herald         | 10 febbraio 1956 |
| 20 | The Strange Bequest       | 17 febbraio 1956 |
| 21 | The Pavement Pastor       | 24 febbraio 1956 |
| 22 | The Rebel                 | 2 marzo 1956     |
| 23 | Mother O'Brien            | 9 marzo 1956     |
| 24 | The Sacred Trust          | 16 marzo 1956    |
| 25 | The Bowery Bishop         | 23 marzo 1956    |
| 26 | Dig or Die, Brother Hyde  | 30 marzo 1956    |
| 27 | Two-Fisted Saint          | 6 aprile 1956    |
| 28 | Deadly Fear               | 13 aprile 1956   |
| 29 | Anatole of the Bayous     | 20 aprile 1956   |
| 30 | The White Carnation       | 27 aprile 1956   |
| 31 | Home Is the Sailor        | 4 maggio 1956    |
| 32 | Lifeline                  | 11 maggio 1956   |
| 33 | The Judge                 | 18 maggio 1956   |
| 34 | God in the Street         | 25 maggio 1956   |
| 35 | Man on the Totem Pole     | 1º giugno 1956   |
| 36 | The Rabbi Davis Story     | 8 giugno 1956    |
| 37 | The Singing Preacher      | 15 giugno 1956   |
| 38 | A Holiday for Father Jim  | 22 giugno 1956   |
| 39 | False Prophet             | 29 giugno 1956   |

## Shadow of God
- Prima televisiva: 7 ottobre 1955

### Trama
- Guest star: Paul Kelly (padre Bill Rigge), John Archer (Ramsey Carr), Strother Martin (Landry Kersh), Dayton Lummis (pubblico ministero), Robert Warwick (presidente della corte suprema), Raymond Greenleaf (Gibson Coller), Paul Birch (Chief Crane), Charles Halton (giudice), Nolan Leary (rappresentante giuria), Adam York (membro della giuria), Arthur Marshall (membro della giuria), Angela Sideli (membro della giuria), Carolyn Mitchell (membro della giuria), Jack Perrin (Associate Justice)

## Cleanup
- Prima televisiva: 14 ottobre 1955

### Trama
- Guest star: Vincent Price (Rev. Robert Russell), Sally Blane (Mrs. Russell), Lloyd Corrigan (David Selden), Howard Petrie (Matt Ridge), Wheaton Chambers (R.W. Bergen), James Kirkwood (Justice Deal), Jonathan Hale (governatore), Peter J. Votrian (George Gilgo)

## The Unholy Trio
- Prima televisiva: 21 ottobre 1955

### Trama
- Guest star: Luther Adler (Rabbi Rosenblum), Russell Johnson (Jack Fromer), Christopher Dark (Irving Green), Joe Turkel (Frank Perroni), Wally Cassell (Louis Greenspan), Eve McVeagh (Myrtle Greenspan), Lisa Golm (Mama Greenspan), William Pullen (Ben Tumin), Leonard Penn (reverendo Stover), Robert Carson (Police Lieutenant), Joseph Crehan (padre Devlin), Jess Kirkpatrick (Policeman Zeb), Jonathan Hale (giudice)

## With All My Love
- Prima televisiva: 28 ottobre 1955

### Trama
- Guest star: Ann Harding (Hulda Lund), Hugh Beaumont (Rev. Clifton R. Pond), Leo Gordon (sergente Leroy), Jerry Paris (caporale Reynolds), Frank Fenton (Andrew Porterfield), Byron Keith (Army Captain), Robert Cabal (Jose), George Huerta (Pedro)

## Hostage
- Prima televisiva: 4 novembre 1955

### Trama
- Guest star: Robert Armstrong, Lawrence Dobkin, Betty Lou Gerson, Barry Kelley, David Leonard, Denver Pyle, Don Taylor (prete)

## Broadway Trust
- Prima televisiva: 11 novembre 1955

### Trama
- Guest star: Lloyd Bridges (Fred), Tina Carver, James Dean, Russell Hicks, Taylor Holmes, Gene Lockhart, Paul Maxey, Hugh Sanders, Mary Treen

## Mr. Liberty Bell
- Prima televisiva: 18 novembre 1955

### Trama
- Guest star: Brian Donlevy (dottor Roy Bell)

## The Good Thief
- Prima televisiva: 25 novembre 1955

### Trama
- Guest star: James Whitmore (padre Emil Joseph Kapaun), Philip Ahn (Major), Phillip Pine (Antonelli), Terry Frost (Merrill), Joseph V. Perry (Martinez), Jimmy Murphy (Murphy), Jack N. Kramer (Samuels), Davis Roberts (Williams)

## Mightier Than the Sword
- Prima televisiva: 2 dicembre 1955

### Trama
- Guest star: Edit Angold, Richard Curtis, Gábor Curtiz, Gregory Gaye, Anthony George (Sergei), Kristine Miller (Miss Smith), Nira Monsour, Robert Paquin, Otto Reichow, Carl Benton Reid (Rev. Oswald A. Blumit), Gene Roth, Henry Rowland, Paul Sorensen (Michael), Otto Waldis

## The Gambler
- Prima televisiva: 9 dicembre 1955

### Trama
- Guest star: Robert Hutton, Dennis Morgan

## Chinese Checkers
- Prima televisiva: 16 dicembre 1955

### Trama
- Guest star: Richard Denning (dottor Ira Langston), Joyce Jameson (Darlene Harris), Harry Shannon (detective Sgt. Dave Washburn), Denver Pyle (Lou 'Dial' Harrington), Donald Randolph (Joe Walls), Philip Ahn (Lung Chan), William Haade (Fisher), James Parnell (poliziotto)

## Shining Bright
- Prima televisiva: 23 dicembre 1955

### Trama
- Guest star: Vivi Janiss, Anne Kimbell, Kent Smith

## A Bell for O'Donnell
- Prima televisiva: 30 dicembre 1955

### Trama
- Guest star: Glenn Langan (Rev. Maurice WItherspoon), Edmund Lowe (Mike O'Donnell), Eve Miller (Mrs. Witherspoon), Joseph Crehan (Warden Jones), G. Pat Collins (detective Cady), Lyle Talbot (Mr. Hodge), Irving Mitchell (reverendo Carter), Frank J. Scannell (Magruder)

## Through the Window
- Prima televisiva: 6 gennaio 1956

### Trama
- Guest star: Fay Baker, Douglass Dumbrille, Marcia Henderson, Carlyle Mitchell, Hugh Reilly (se stesso - presentatore), Arthur Shields (reverendo Zaccara)

## Calvary in China
- Prima televisiva: 13 gennaio 1956

### Trama
- Guest star: Arthur Franz (padre Robert W. Greene), Philip Ahn (Ah Hiu), Richard Loo (colonnello), Keye Luke (Leang Fan), Marya Marco (Sorella Teresa), Richard Reeves (Mastermind), James Hong (Young Sentry), Leonard Strong (Chin-Y-Chai), Joy Lee (Chen Ma), Eddie Luke, William Hughes, Grace Lem, William Yip

## The Mountain Angel
- Prima televisiva: 20 gennaio 1956

### Trama
- Guest star: Noah Beery Jr., Howard Duff, Anne O'Neal, Ray Teal

## St. George and the Dragon
- Prima televisiva: 27 gennaio 1956

### Trama
- Guest star: Richard Arlen (padre Slee), Gloria Blondell (Mickey), Tommy Cook (Pete Collins), Doreen Dare (Meg), Michael Landon (Danny), Sue Wagoner (Jackie Collins)

## The Inner Light
- Prima televisiva: 3 febbraio 1956

### Trama
- Guest star: George Brent (padre Raymond), Benson Fong (Po Ling), Keye Luke (Wang - Red Soldier), Marya Marco (Sorella Ming Yu), Judy Dan (Chi Su), Joseph Kim (Red Captain), Frank Tang (Kung - Red Soldier), George Chan (Old Chinese Man)

## The Little Herald
- Prima televisiva: 10 febbraio 1956

### Trama
- Guest star: Herbert Anderson, Salvador Baguez, Paul Fierro, Raymond Greenleaf, Ruth Lee, Ana Maria Majalca, Nestor Paiva, Joseph V. Perry, Rosa Turich, Donald Woods

## The Strange Bequest
- Prima televisiva: 17 febbraio 1956

### Trama
- Guest star: Lane Bradford, George Eldredge, Selmer Jackson, Barton MacLane, Pat O'Brien, Frank J. Scannell, Jan Shepard, George E. Stone, Ray Teal

## The Pavement Pastor
- Prima televisiva: 24 febbraio 1956

### Trama
- Guest star: Harry Antrim (Warden), Margaret Field (Mrs. Benedict), Jeff Morrow (Rev. Don Benedict), Gene Reynolds (Jack)

## The Rebel
- Prima televisiva: 2 marzo 1956

### Trama
- Guest star: Lloyd Corrigan (Myers), Carl Esmond (maggiore Zuntz), Lowell Gilmore (maggiore Halley), Dorothy Green, Vincent Price (Rabbi Gershom Seixas)

## Mother O'Brien
- Prima televisiva: 9 marzo 1956

### Trama
- Guest star: Arthur Shields (padre George B. Ford), Jimmy Lydon (Timmy O'Brien), Ruth Donnelly (Mother O'Brien), Donald Murphy (detective Dennis O'Brien), Grazia Narciso (Mrs. Salvatori), Tito Vuolo (Luigi Salvatori), Charles Delaney (Mac), Edward Earle (dottore)

## The Sacred Trust
- Prima televisiva: 16 marzo 1956

### Trama
- Guest star: Brian Aherne (padre Anthony Kohlmann)

## The Bowery Bishop
- Prima televisiva: 23 marzo 1956

### Trama
- Guest star: Richard Denning (Rev. George Bolton), Robert Armstrong (Casey), Jean Willes (Florence Bolton), Chick Chandler (Gimpy), Robert Barrat (Warden), Eddie Garr (Louis), Frank J. Scannell (Buck), George E. Stone (Willy), Norma Varden (Mrs. Bristow)

## Dig or Die, Brother Hyde
- Prima televisiva: 30 marzo 1956

### Trama
- Guest star: Hugh Marlowe (Rev. William Hyde), Toni Gerry (Molly Uhlam), Alan Hale Jr. (Bert Uhlam), John Qualen (dottor Axel Johnson), Anne O'Neal (Mrs. Quiggs), Ray Teal (Dooley), Denver Pyle (Cort), Cheryl Callaway (Delsie Quiggs)

## Two-Fisted Saint
- Prima televisiva: 6 aprile 1956

### Trama
- Guest star: Paul Kelly (padre Timothy Dempsey), Douglas Fowley (Bob Egan), Walter Coy (Mike Hogan), Robert Arthur (Danny Hogan), Claudia Barrett (Angela), Robert Carson (Police Lt. Frank Dempsey), Lawrence Dobkin (Al Mackler), Harry Tyler (Stacy), Frank Hagney (poliziotto)

## Deadly Fear
- Prima televisiva: 13 aprile 1956

### Trama
- Guest star: Rod Cameron (dottor Ervin Seale), Jeanette Nolan (Mrs. Frances Lyman), John Baer (Ellis Lyman), John Hoyt (dottor Cowley), Ray Teal (Ben Sauter), Dorothy Green (Elva Seale), Jonathan Hale (dottor Stetson), Robert Paquin (Joe Earnshaw)

## Anatole of the Bayous
- Prima televisiva: 20 aprile 1956

### Trama
- Guest star: Suzanne Alexander, James Best, Willis Bouchey, Donald Crisp (padre Anatole Martin), Ruth Lee, Martin Milner, John Qualen, Russell Simpson

## The White Carnation
- Prima televisiva: 27 aprile 1956

### Trama
- Guest star: James Best, Ray Boyle, Charles Cane, G. Pat Collins, Richard H. Cutting, Elinor Donahue, Ann Doran, Frank Gerstle, Raymond Greenleaf, Jimmy Hayes, Russell Hicks, David Kasday, Robert Kenaston, Peggy Leon, J. Carrol Naish, Joseph V. Perry, Carl Benton Reid, Bobs Watson, Will J. White

## Home Is the Sailor
- Prima televisiva: 4 maggio 1956

### Trama
- Guest star: David Brian

## Lifeline
- Prima televisiva: 11 maggio 1956

### Trama
- Guest star: Kent Taylor (Ted Diamond), Barbara Hale (Jane Sherman), Regis Toomey (reverendo Arnold Grumm), Marla English (Barbara Sherman), Max Showalter (Bannister aka The Enforcer), Emmett Vogan (Manager Stone)

## The Judge
- Prima televisiva: 18 maggio 1956

### Trama
- Guest star: Brian Donlevy (Rev. Robert McClure), Louis Jean Heydt (Roberts), Donald Curtis (Cole Brennan), Hal Baylor (Bill Decker), Willis Bouchey (Connors), Barbara Woodell (Mrs. McClure), George Eldredge (Sargent), Ruth Lee (Mrs. Connors)

## God in the Street
- Prima televisiva: 25 maggio 1956

### Trama
- Guest star: Jeff Morrow, Phyllis Coates, Russell Johnson, Reed Hadley

## Man on the Totem Pole
- Prima televisiva: 1º giugno 1956

### Trama
- Guest star: Richard Erdman, Coleen Gray, Stacy Harris

## The Rabbi Davis Story
- Prima televisiva: 8 giugno 1956

### Trama
- Guest star: Dorothy Adams, John Bennes, Paul Cavanagh, Madge Cleveland, Jeanne Cooper (Mrs. Hinton), Richard Deacon, Arthur Franz (Rabbi Davis), Geraldine Hall, Charles Halton (dottor Wessell), Ronald Keith, Tommy Kirk, Linda Lowell, Dayton Lummis (James Thorpe), Jack Mulhall, Frances Pasco, Howard Petrie (Don Rosen), Roy Roberts, Norbert Schiller, Florence Shaen, Wally Sherwin, Joseph Vitale, Barbara Woodell

## The Singing Preacher
- Prima televisiva: 15 giugno 1956

### Trama
- Guest star: Dick Foran (reverendo John Evans), John Smith (Steve Maguire), Gloria Talbott (Margaret Whaley), Barry Kelley (Matt Whaley), Max Showalter (Deavers), Mary Young (Gigi), Douglass Dumbrille (Max Markey), James Seay (dottor Sheldon), Robert Paquin (Stubby), Gil Frye (Tough), Buddy Roosevelt (frequentatore bar)

## A Holiday for Father Jim
- Prima televisiva: 22 giugno 1956

### Trama
- Guest star: Charles Cane, G. Pat Collins, Lawrence Dobkin, Margaret Field, Jonathan Hole, Claire James, Russell Johnson, Peg La Centra, Pat O'Brien (padre Jim)

## False Prophet
- Prima televisiva: 29 giugno 1956

### Trama
- Guest star: Bruce Bennett (reverendo Newman C. Hogle), Robert Horton (caporale Tom Vaughn), John Emery (Gregory Ames), Ann Baker (Gloria Vaughn), Raymond Hatton (Ed Garvey), Robert Carson (tenente John F. Carr), Byron Keith (Chaplain Major Kurt Webling), Gladys Hurlbut (Anna Bowen)